# Francisco José da Rocha Leão, conde de Itamarati
Francisco José da Rocha Leão, segundo barão e primeiro e único visconde e Conde de Itamarati. ComC (São Pedro de Miragaia, Porto, 12 de fevereiro de 1806 — Rio de Janeiro, 5 de julho de 1883), foi coronel-comandante, membro da Junta Administrativa da Caixa de Amortização, da Caixa Econômica e Monte de Socorro e sócio fundador do Imperial Instituto Fluminense de Agricultura.

## Biografía
Filho de Francisco José da Rocha Leão, primeiro barão de Itamarati, e de Margarida Cândida Bernardes, casou-se com Maria Romana Bernardes da Rocha, que posteriormente à morte de seu marido, foi agraciada com o título de Marquesa de Itamarati (decreto de 29 de junho de 1887), o casal teve;
- Clara Guilhermina da Rocha, que casou-se com José Francisco Bernardes, barão de São Joaquim.
- Francisco José da Silva Rocha, que se casou com Maria José Paranhos, com descendência.
- Romana Guilhermina da Silva Rocha, que se casou com Luís Manuel Monteiro, barão de Santa Eugênia.

Negociante matriculado em 1822, grande capitalista e proprietário, foi coronel-comandante da Guarda Nacional da Corte, membro da Junta Administrativa da Caixa de Amortização, da Caixa Econômica e Monte de Socorro e sócio fundador do Imperial Instituto Fluminense de Agricultura, entre outros.
Foi sepultado no Cemitério de São Francisco de Paula, no Catumbi.
Era proprietário do magnífico palacete urbano em estilo neoclássico, na rua Marechal Floriano (Centro do Rio de Janeiro), hoje conhecido por Palácio do Itamaraty, que foi construído em 1859 por José Maria Jacinto Rebelo, discípulo de Grandjean de Montigny, tendo servido de sede da presidência nos primeiros anos da república e, depois, do Ministério das Relações Exteriores, enquanto o Rio de Janeiro foi capital. O nome do palacete virou sinônimo do Ministério das Relações Exteriores (MRE), até hoje cognominado "Itamaraty". Atualmente é sede do Escritório de Representação do MRE e reúne o acervo histórico do órgão, divido em Museu Histórico e Diplomático, Arquivo Histórico, Mapoteca e Biblioteca.

## Títulos
Agraciado sucessivamente com os títulos de segundo barão (decreto de 25 de março de 1854), de visconde com honras de grandeza (decreto de 17 de julho de 1872) e, finalmente, de conde (decreto de 17 de outubro de 1882). Foi-lhe concedido o mesmo brasão de armas de seu pai, também concedido a sua esposa quando de sua elevação a marquesa: de azul, uma aspa em ouro com três trifólios do mesmo metal a seu redor.

### Honras
Era comendador de 1.° Grau da Imperial Ordem de Cristo, em 1841; dignitário da Imperial Ordem da Rosa (1.° Grau), em 1868; Moço da 1.ª Câmara, Fidalgo Cavaleiro da Casa Imperial, Moço honorário da Primeira Câmara da Guarda-Roupa, Veador honorário da 1.ª Casa e Grande do Império.

## Brasão de armas

Armas do conde e da marquesa de Itamarati, as mesmas do barão de Itamarati.

O brasão de armas do Conde de Itamarati era o mesmo do barão de Itamarati, adquirido de seu pai. Era assim descrito:
Em campo azul, uma asna de ouro entre três trifólios do mesmo metal.